# Caprichthys gymnura
Caprichthys gymnura is een straalvinnige vis uit de familie van de doosvissen (Aracanidae). De wetenschappelijke naam van de soort is voor het eerst geldig gepubliceerd in 1915 door Alan Riverstone McCulloch & Edgar Ravenswood Waite.

## Type
- holotype: AMS E.2303
- typelocatie: Zuidwest Australië